# Rebro Adama
Rebro Adama (Ребро Адама) è un film del 1990 diretto da Vjačeslav Krištofovič.

## Trama
Il film racconta la vita della famiglia sovietica. La nonna è malata e ha bisogno di cure, la madre non riesce ancora a stabilire una vita personale e le due figlie sono piene di problemi.